# Qualificazioni al campionato mondiale femminile di calcio 2015 - UEFA - Fase a gironi, gruppo 5
Il gruppo 4 della sezione UEFA della qualificazioni al campionato mondiale femminile di calcio 2015 è composto da sei squadre: Albania, Belgio, Grecia, Norvegia, Paesi Bassi e Portogallo.

## Classifica finale
| Pos | Squadra     | Pt | G  | V | N | P | GF | GS | DR  |
| --- | ----------- | -- | -- | - | - | - | -- | -- | --- |
| 1.  | Norvegia    | 27 | 10 | 9 | 0 | 1 | 41 | 5  | +36 |
| 2.  | Paesi Bassi | 25 | 10 | 8 | 1 | 1 | 43 | 6  | +37 |
| 3.  | Belgio      | 19 | 10 | 6 | 1 | 3 | 34 | 11 | +23 |
| 4.  | Portogallo  | 12 | 10 | 4 | 0 | 6 | 19 | 21 | -2  |
| 5.  | Grecia      | 3  | 10 | 1 | 0 | 9 | 6  | 49 | -43 |
| 6.  | Albania     | 3  | 10 | 1 | 0 | 9 | 3  | 54 | -51 |

## Risultati
| Arbitro: | Linn Andersson |

|                                |           |  |
| Philtjens 17’ Zeler 53’ (rig.) | Marcatori |  |

| Arbitro: | Silvia Tea Spinelli |

|                                 |           |                |
| Hansen 5’ Hegland 35’, 54’, 66’ | Marcatori | 62’ de Gernier |

| Arbitro: | Lina Lehtovaara |

|               |           |                                                        |
| Pelekouda 74’ | Marcatori | 6’, 42’ Luís 68’ (aut.) Xera 80’ Fernandes 90+2’ Silva |

| Arbitro: | Rhona Daly |

|  |           |                                 |
|  | Marcatori | 4’, 8’, 53’ Melis 90+1’ Slegers |

| Arbitro: | Elia Martinez |

|              |           |                                                                                       |
| Kongoulī 42’ | Marcatori | 15’, 27’, 45+1’ (rig.) Zeler 58’, 75’ Wullaert 61’ (rig.) Coutereels 74’ van de Putte |

| Arbitro: | Riem Hussein |

|                                                                                |           |  |
| Christensen 12’ Thorsnes 29’ Mjelde 45+2’ Hansen 51’, 70’, 73’ Gulbrandsen 62’ | Marcatori |  |

| Arbitro: | Séverine Zinck |

|  |           |                                                                     |
|  | Marcatori | 2’, 35’ Slegers 55’ Dekker 63’ van den Berg 78’, 81’, 90+4’ Miedema |

| Arbitro: | Aneliya Sinabova |

|           |           |  |
| Velaj 52’ | Marcatori |  |

| Arbitro: | Gyöngyi Gaál |

|             |           |                          |
| Miedema 23’ | Marcatori | 18’ Hansen 37’ Stensland |

| Arbitro: | Floarea Ionescu |

|                                         |           |           |
| Zeler 41’ (rig.), 85’ Wullaert 67’, 87’ | Marcatori | 14’ Costa |

| Arbitro: | Simona Ghisletta |

|                                                                         |           |  |
| Martens 9’, 60’ Miedema 23’, 29’, 64’ Melis 37’ (rig.) van den Berg 90’ | Marcatori |  |

| Arbitro: | Kateryna Monzul' |

|             |           |           |
| Miedema 48’ | Marcatori | 76’ Zeler |

| Arbitro: | Kristina Husballe |

|                                                                  |           |             |
| Mendes 19’, 45+2’, 69’ Rodrigues 27’, 90+2’ Silva 61’ Garcia 88’ | Marcatori | 49’ Seranaj |

| Arbitro: | Vesna Budimir |

|  |           |                                                            |
|  | Marcatori | 45+1’ Hegland 60’, 75’ Thorsnes 66’ Hegerberg 89’ Bjånesøy |

| Arbitro: | Lilach Asulin |

|  |           |                                                               |
|  | Marcatori | 11’ van de Putte 54’ Wullaert 65’ Mermans 74’, 84’, 87’ Zeler |

| Arbitro: | Petra Chudá |

|  |           |                                                                        |
|  | Marcatori | 7’ Melis 32’ Middag 40’ Miedema 47’ van den Berg 65’ Spitse 90’ Bakker |

| Arbitro: | Anastasia Pustovoitova |

|          |           |  |
| Neto 78’ | Marcatori |  |

| Arbitro: | Yuliya Medvedeva-Keldyusheva |

| |           |                |
| van den Heiligenberg 4’ Slegers 28’, 31’, 32’, 79’, 90+3’ Gjini 45+4’ (aut.) Martens 78’, 82’ Bakker 90+1’ | Marcatori | 45+4’ Rrahmani |

| Arbitro: | Bibiana Steinhaus |

|           |           |                             |
| Zeler 86’ | Marcatori | 45’ Stensland 51’ Hegerberg |

| Arbitro: | Monika Mularczyk |

|                            |           |  |
| Thorsnes 47’ Herlovsen 89’ | Marcatori |  |

| Arbitro: | Katalin Kulcsár |

|  |           |                        |
|  | Marcatori | Miedema 9’ Slegers 19’ |

| Arbitro: | Esther Staubli |

|                                                                      |           |  |
| Hegerberg 3’ Hansen 25’ Mjelde 27’ Berge 32’ Herlovsen 43’ Haavi 58’ | Marcatori |  |

| Arbitro: | Florence Guillemin |

|  |           |                                  |
|  | Marcatori | 54’ Mendes 63’ Malho 66’ Pereira |

| Arbitro: | Amy Rayner |

|  |           |                          |
|  | Marcatori | 25’ Herlovsen 34’ Mjelde |

| Arbitro: | Morag Pirie |

|  |           | |
|  | Marcatori | 18’, 45+2’, 82’ Herlovsen 34’, 66’ Mjelde 40’, 89’ Hansen 60’, 63’ Hegerberg 85’ Haavi 90+1’ Enget |

| Arbitro: | Yuliya Medvedeva-Keldyusheva |

|                                                                                                   |           |  |
| De Caigny 16’, 71’ Zeler 34’ Mermans 40’, 50’ Wullaert 46’, 54’, 69’, 82’ Cayman 68’ Van Gorp 73’ | Marcatori |  |

| Arbitro: | Jana Adámková |

|                       |           |                    |
| Miedema 28’, 54’, 68’ | Marcatori | 52’ Silva 61’ Luís |

| Arbitro: | Sabine Bonnin |

|                                                                |           |  |
| Franja 2’ (aut.) Kokoviadou 31’ Kongoulī 74’ Panteliadou 90+2’ | Marcatori |  |

| Arbitro: | Cristina Dorcioman |

|  |           |                            |
|  | Marcatori | 68’ Dekker 76’ Van de Donk |

| Arbitro: | Sara Persson |

|  |           |              |
|  | Marcatori | 18’ Wullaert |

## Statistiche

### Classifica marcatrici
13 reti
- Vivianne Miedema

12 reti
- Aline Zeler (3 rig.)

10 reti
- Tessa Wullaert

9 reti
- Renée Slegers

8 reti
- Caroline Graham Hansen

6 reti
- Isabell Herlovsen

5 reti
- Manon Melis (1 rig.)

- Ada Hegerberg

- Maren Mjelde

4 reti
- Lieke Martens

- Kristine Wigdahl Hegland

- Elise Thorsnes

3 reti
- Lien Mermans
- Mandy van den Berg

- Laura Luís
- Carolina Mendes

- Jéssica Silva

2 reti
- Tinne De Caigny
- Lorca Van De Putte
- Sofia Kongoulī

- Eshly Bakker
- Anouk Dekker
- Emilie Haavi

- Ingvild Stensland
- Vanessa Rodrigues

1 rete
- Albina Rrahmani
- Aurora Seranaj
- Furtuna Velaj
- Janice Cayman
- Maud Coutereels (1 rig.)
- Cécile de Gernier
- Davina Philtjens
- Elke Van Gorp
- Sofia Pelekouda

- Christina Kokoviadou
- Dimitra Panteliadou
- Tessel Middag
- Sherida Spitse
- Daniëlle van de Donk
- Claudia van den Heiligenberg
- Nora Holstad Berge
- Melissa Bjånesøy
- Marit Fiane Christensen

- Ida Elise Enget
- Solveig Gulbrandsen
- Carole Costa
- Edite Fernandes
- Cristiana Garcia
- Vanessa Malho
- Mónica Mendes
- Cláudia Neto
- Regina Pereira

1 autorete
- Luçije Gjini (a favore dei Paesi Bassi)

- Ezmiralda Franja (a favore della Grecia)

- Efrosini Xera (a favore del Portogallo)